# Coralie Chevallier
Pour les articles homonymes, voir Chevallier.
Coralie Chevallier est une spécialiste française en sciences comportementales, et sciences cognitives à l'École normale supérieure et directrice de recherche à l'Inserm. Elle dirige l'équipe Évolution et Cognition Sociale au sein de l'Institut Jean-Nicod.
Elle a consacré le début de sa carrière à la cognition sociale dans l'autisme. Ses travaux actuels intègrent la psychologie, l'économie et les politiques publiques. En 2020, elle a été lauréate de la Fondation pour les sciences sociales. Elle est l'autrice de plus de 50 articles scientifiques et d'un livre, avec Mathieu Perona, aux éditions Odile Jacob, Homo Sapiens dans la cité : mettre la psychologie au service des politiques publiques,.
Coralie Chevallier a été vice-présidente formation de l'Université Paris Sciences et Lettres (PSL) de 2021 à 2023. Dans ce rôle, Coralie Chevallier a renforcé la pluridisciplinarité au sein des licences de l'Université avec les créations d'un parcours en « Science pour un monde durable » et un autre mêlant sciences des données, arts et cultures, en partenariat avec le lycée Louis-le-Grand. Elle a également contribué au lancement en 2024 de l'Institut d'action publique, en partenariat avec l'Institut national du service public (INSP), avec l'ambition de former des « scientifiques pour l'action publique ». Elle est membre du conseil scientifique de l'INSP depuis 2022. Elle a également été membre du directoire de l'Institut Curie de 2024 à 2025. 
En 2022, Coralie Chevallier reçoit l'Ordre national du Mérite.
Le 19 février 2025, à la suite d'une nomination par décret du Président de la République, elle devient présidente du Haut Conseil de l'évaluation de la recherche et de l'enseignement supérieur  après avis public représenté par un vote commun supérieur au 2/5 des membres de la Commission de la Culture, de l'Éducation, de la Communication et du Sport du Sénat et des membres de la Commission des Affaires culturelles et de l'Éducation de l'Assemblée nationale, comme le prévoit l'alinéa 5 de l'article 13 de la Constitution,. 

## Livre
- Chevallier, C. et Perona, M., Homo Sapiens dans la cité : mettre la psychologie au service des politiques publiques, Paris, Odile Jacob, 2022